# Alfonso Pérez
Alfonso Pérez Muñoz ili kraće Alfonso (Getafe, 26. rujna 1972.) je bivši španjolski nogometaš. Tijekom igračke karijere nastupao je za nogometne velikane Real Madrid i FC Barcelonu dok je sa Španjolskom osvojio olimpijsko zlato u Barceloni 1992.

## Karijera

### Klupska karijera
Igrač je rođen u Getafeu tako da je nogomet počeo trenirati u juniorima istoimenog kluba i Real Madrida. U dobi od 17 godina prelazi u Realovu B momčad. U seniorskom sastavu je debitirao 1991. te je za klub igrao sljedeće četiri sezone. Nakon što je u sezoni 1994./95. osvojio Primeru, Alfonso napušta Real i odlazi u Betis Sevillu. U andaluzijskom klubu je činio uspješan napadački tandem sa suigračem Pierom. Tijekom pet sezona u klubu, Alfonso je skupio preko 150 prvenstvenih nastupa te je zabio 57 pogodaka.
2000. godine igrač potpisuje za FC Barcelonu u kojoj je igrao jako malo te ga je klub u siječnju 2002. poslao na posudbu u Olympique Marseille. Nakon tog razdoblja Alfonso se vraća u Betis u kojem je prekinuo igračku karijeru 2005. godine.

### Reprezentativna karijera
Alfonso je prije debija u seniorskom sastavu, nastupao za mlade španjolske reprezentacije. Tako je s U23 sastavom osvojio olimpijsko zlato na OI u Barceloni 1992. Odmah nakon tog uspjeha, igrač je debitirao za A vrstu u prijateljskom susretu protiv Engleske.
S reprezentacijom je nastupio na dva europska (1996. u Engleskoj te 2000. u Belgiji / Nizozemskoj) i jednom svjetskom (2002. u Južnoj Koreji / Japanu) prvenstvu. Na EURU 1996., Alfonso je u prvoj utakmici skupine protiv Bugarske zabio pogodak za konačnih 1:1. Svoja posljednja dva gola u nacionalnom dresu je postigao na EURU 2000. u 4:3 pobjedi nad reprezentacijom SR Jugoslavije. Sljedeća utakmica četvrtfinala protiv Francuske koja je odigrana 25. lipnja 2000. bila je posljednja za Péreza u Furiji.

#### Pogoci za reprezentaciju
| #   | Datum              | Mjesto                                             | Protivnik      | Pogodak | Rezultat | Natjecanje                            |
| --- | ------------------ | -------------------------------------------------- | -------------- | ------- | -------- | ------------------------------------- |
| 1.  | 16. prosinca 1992. | Estadio Ramón Sánchez Pizjuán, Sevilla, Španjolska | Latvija        | 3 : 0   | 5 : 0    | Kvalifikacije za SP 94' u SAD-u       |
| 2.  | 6. rujna 1995.     | Granada, Španjolska                                | Cipar          | 2 : 0   | 6 : 0    | Kvalifikacije za EURO 96' u Engleskoj |
| 3.  | 9. lipnja 1996.    | Leeds, Engleska, UK                                | Bugarska       | 1 : 0   | 1 : 1    | EURO 96' u Engleskoj                  |
| 4.  | 4. rujna 1996.     | Toftir, Farski Otoci                               | Farski Otoci   | 1 : 2   | 2 : 6    | Kvalifikacije za SP 98' u Francuskoj  |
| 5.  | 4. rujna 1996.     | Toftir, Farski Otoci                               | Farski Otoci   | 1 : 4   | 2 : 6    | Kvalifikacije za SP 98' u Francuskoj  |
| 6.  | 4. rujna 1996.     | Toftir, Farski Otoci                               | Farski Otoci   | 1 : 6   | 2 : 6    | Kvalifikacije za SP 98' u Francuskoj  |
| 7.  | 12. veljače 1997.  | Alicante, Španjolska                               | Malta          | 2 : 0   | 4 : 0    | Kvalifikacije za SP 98' u Francuskoj  |
| 8.  | 12. veljače 1997.  | Alicante, Španjolska                               | Malta          | 3 : 0   | 4 : 0    | Kvalifikacije za SP 98' u Francuskoj  |
| 9.  | 29. ožujka 2000.   | Barcelona, Španjolska                              | Italija        | 1 : 0   | 2 : 0    | Prijateljska utakmica                 |
| 10. | 21. lipnja 2000.   | Brugge, Belgija                                    | SR Jugoslavija | 1 : 1   | 3 : 4    | EURO 00' u Belgiji / Nizozemskoj      |
| 11. | 21. lipnja 2000.   | Brugge, Belgija                                    | SR Jugoslavija | 3 : 4   | 3 : 4    | EURO 00' u Belgiji / Nizozemskoj      |

## Osvojeni klupski trofeji
| Klub          | Trofej               | Sezona / godina |
| Španjolska    | Španjolska           | Španjolska      |
| ------------- | -------------------- | --------------- |
| Real Madrid   | Španjolski Superkup  | 1990.           |
| Real Madrid   | Kup kralja           | 1993.           |
| Real Madrid   | Španjolski Superkup  | 1993.           |
| Real Madrid   | Španjolsko prvenstvo | 1994./95.       |
| Betis Sevilla | Kup kralja           | 2005.           |

### Reprezentativni trofeji
| Turnir         | Trofej | Godina |
| -------------- | ------ | ------ |
| OI u Barceloni | Zlato  | 1992.  |

### Individualni trofeji
| Trofej            | Godina |
| ----------------- | ------ |
| Nagrada Don Balón | 1998.  |

## Zanimljivosti
Iako nikad nije igrao za Getafe, klub iz Alfonsovog rodnog grada je njemu u čast imenovao svoj nogometni stadion, Coliseum Alfonso Pérez.

## Vanjske poveznice
- BDFutbol.com
- FIFA.com  Arhivirana inačica izvorne stranice od 5. studenoga 2012. (Wayback Machine)